# Mészáros Lajos (agrármérnök)
Mészáros Lajos (Csicsó, 1913. november 30. – Gödöllő, 1969. január 24.) mezőgazdasági mérnök, egyetemi docens, a mezőgazdasági tudományok kandidátusa (1968).

## Életpályája
1913. november 30-án született Csicsón. 1936-ban tanítói, majd 1937-ben mezőgazdasági szaktanítói oklevelet szerzett. A második világháborúig népiskolai tanító, majd katona volt. Hadifogságból hazatérve, 1948-tól különböző vidéki gazdaképző iskolákban, majd a debreceni és zsámbéki termelőszövetkezeti elnökképző iskolában lett szakoktató. 1951–1964 között az Agrártudományi Egyetemen volt tanársegéd, majd adjunktus. 1954-ben mezőgazdasági mérnöki oklevelet szerzett. 1964-től docens. Örökléstant és növénynemesítést oktatott. Közben 1952–1954 között az Állami Gazdaságok Minisztériumában, majd 1954-től a Földművelésügyi Minisztérium Szakoktatási Főigazgatóságán volt főelőadó. Munkatársa volt az Agrárirodalmi Szemlének is.